# Colorado Music Hall of Fame
Le Colorado Music Hall of Fame est un temple de la renommée américain dans le comté de Jefferson, au Colorado. Ce musée de la musique est abrité au sein du Red Rocks Trading Post, un bâtiment construit dans le style Pueblo Revival une décennie avant le Red Rocks Amphitheatre voisin.